# Rácalmás
Rácalmás è un comune dell'Ungheria di 4.155 abitanti (dati 2001). È situato nella contea di Fejér.